# 2e Panzerdivision
La 2e Panzerdivision était une division blindée de la Wehrmacht de la Seconde Guerre mondiale, créée en octobre 1935.
Elle combat ainsi en Pologne en 1939, participe à la campagne de l'Ouest en 1940 et à celle des Balkans au printemps 1941, puis à l'invasion de l'URSS. Elle est engagée dans l'offensive contre Moscou et dans les combats défensifs qui suivent et demeure dans la région centrale du front de l'Est (saillant de Rjev, etc.) jusqu'à la fin du printemps 1943. Elle prend part sur la pince nord à l'offensive contre Koursk puis aux combats défensifs au centre puis en Ukraine jusqu'en janvier 1944. Elle gagne alors le Nord de la France pour reconstituer ses forces et se trouve ainsi employée en juin 1944 contre le débarquement allié en Normandie ; après la retraite elle participe à la fin de l'année à l'offensive des Ardennes puis combat défensivement sur le front de l'Ouest jusqu'à la fin de la guerre.

## Emblèmes divisionnaires

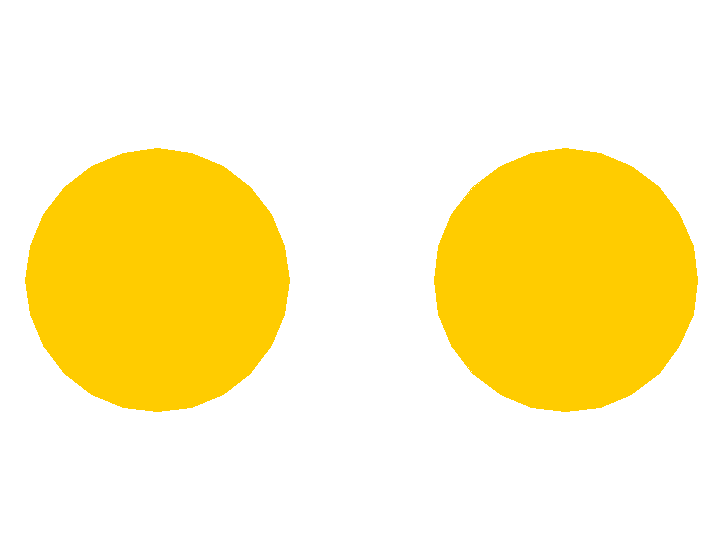
Emblème de la division en 1939-1940
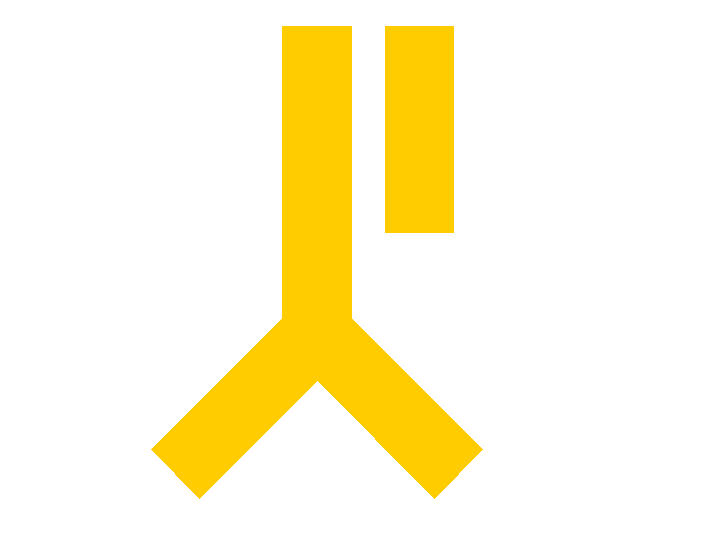
Emblème de la division en 1941-1943
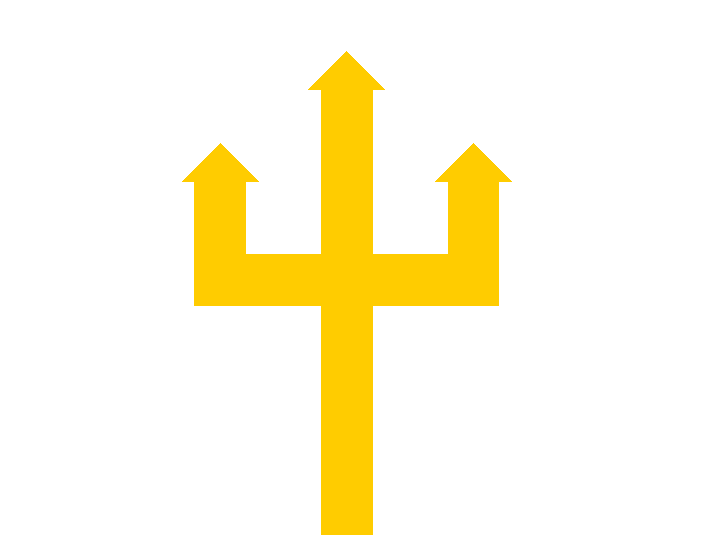
Emblème de la division en 1944-1945
Variante
Variante

## Histoire

### Création, Autriche et Tchécoslovaquie
La 2e division blindée est créée le 15 octobre 1935 à Wurtzbourg, dans le Wehrkreis XIII, sous le commandement de Heinz Guderian. Le 12 mars 1938 la division participe à l’Anschluss ; elle parcourt 700 km en 48 heures sans combats mais accusant la perte d'un tiers de ses chars pour des causes mécaniques. La division change de garnison pour Vienne (Wehrkreis XVII). La division prend ensuite part à l'annexion des Sudètes puis en mars 1939 à l'invasion du reste de la Tchécoslovaquie.

### Campagne de Pologne
En septembre 1939, elle participe à l'invasion de la Pologne en étant rattachée au XVIIIe corps d'armée (14e armée, Groupe d'armées Sud). Elle subit de lourdes pertes comparativement aux autres divisions blindées et au début de l'année 1940, elle part se reconstituer dans l'Eifel.

### Campagne de l'Ouest
Dans le plan d'offensive à l'Ouest, la 2e division blindée fait partie avec les 1re et 10e divisions blindées du 19e corps d'armée (Guderian). Ce corps est placé en premier échelon de la Panzergruppe von Kleist qui doit percer les fortifications de la frontière belgo-luxembourgeoise et ensuite le front français à Sedan en traversant la Meuse le 4e jour. Pour des raisons de camouflage, la 2e division blindée est déployée depuis le mois de mars dans la région de Daun à une soixantaine de kilomètres du Luxembourg ; pendant le printemps, la division s'exerce pour la mission qu'elle aura à accomplir (franchissements, etc.).
|                        | Panzer I | Panzer II | Pz.Befehlswagen | Total blindés légers | Panzer III | Panzer IV | Total chars moyens et lourds | Total |
| Panzer-Regiment 3      | 22       | 55        | 8               | 85                   | 29         | 16        | 45                           | 130   |
| Panzer-Regiment 4      | 23       | 60        | 8               | 91                   | 29         | 16        | 45                           | 136   |
| Total pour la division | 45       | 115       | 16              | 176                  | 58         | 32        | 90                           | 266   |

Au cours de la bataille de France à partir de mai 1940, la division participe à l'encerclement des forces franco-britanniques dans la poche de Dunkerque. Ce sont des éléments de la 2e PzD qui atteignent en premier la Manche le 20 mai 1940. Au moment de l'armistice, elle est aux portes de la Suisse.
De retour en Pologne fin 1940 pour des missions de maintien de l’ordre, elle est rééquipée et restructurée en perdant le Panzer-Regiment 4 au profit de la nouvelle 13e Panzerdivision.

### Campagne des Balkans
En avril 1941, lors de l’opération Marita, elle participe à la campagne des Balkans pour venir au secours de l'armée italienne. Elle est déplacée vers la Roumanie, d'où elle s'empare d'Athènes et de la Croatie.
En plus des effets de la campagne dans les Balkans, la division subit de lourdes pertes matérielles lors de son transfert depuis la Grèce vers l'Italie. Le 21 mai 1941, les navires de transport allemands Marburg et Kybfels sont coulés entre Patras et Tarente par des mines alliées mouillées peu auparavant, et l'unité perd une grande partie de son équipement lourd. La 2e PzD ne peut donc pas participer aux premiers combats de l'opération Barbarossa, l'invasion allemande de l'Union soviétique, et doit se reconstituer. Elle est finalement envoyée en Russie, arrivant au front en octobre 1941.

### Front de l'Est
Dès son déploiement, la division prend part à la bataille de Moscou au sein du XL. PanzerKorps du Panzergruppe 4 (du groupe d'armées centre). Elle est alors l'unité qui arrive le plus loin dans les faubourgs situés au plus proche de la capitale, après avoir combattu à Roslav et à Vyazma. Par la suite, elle subit la contre-offensive russe pendant l'hiver 1941-1942 et bat en retraite.
Pendant l'année 1942, elle prend part à divers combats défensifs avec le groupe d'armées centre au sein du XLI. et XLVI. PanzerKorps des 3. Panzerarmee et 9e armée dans les régions de Karmanowo, du saillant de Rjev et de Byeloye.
Au printemps 1943, la division est mise en réserve dans la région de Smolensk avant de participer en juillet à l'opération Zitadelle au sein du 47e corps de blindés de la 9e armée du général Model du groupe d'armées centre. La 2e Panzerdivision participe à la bataille de Koursk, mais est rapidement stoppée par les forces russes après n'avoir progressé que d'une vingtaine de kilomètres. Après la contre-attaque soviétique à Koursk, elle est durement éprouvée dans une succession de batailles dans la région de Kiev et sur le Dniepr. Elle finit l'année dans la région de Gomel où elle est mise en réserve de la II. Armée.

### Front de l'Ouest
Au début de l'année 1944, le corps blindé est retiré du front et se retrouve dans la région d'Amiens pour se reconstituer, puis est mise en réserve en Aquitaine jusqu'au début juin. À la suite du débarquement allié en Normandie, la division est envoyée en Normandie, rattachée au XLVII. Panzerkorps du Panzergruppe West (groupe d'armées B). Elle met une semaine pour atteindre le front. Subissant des pertes dans la région de Villers-Bocage, elle prend part à une attaque offensive avortée à Mortain avec la 2e division SS Das Reich mené par le général Heinz Lammerding responsable du Massacre de Tulle et du Massacre d'Oradour-sur-Glane par son commandant Adolf Diekmann et des subordonnés Otto-Erich Kahn et Heinz Barth et elle finit par être piégée dans la poche de Falaise où elle est décimée avant de s'en extraire.

### Bataille des Ardennes
En septembre, elle est renvoyée en Allemagne à Wittlich dans l'Eifel pour se reconstituer et se rééquiper. Rattachée au LVIII. Armeekorps de la V. Panzerarmee du groupe d'armées B, elle participe en décembre à la contre offensive des Ardennes où elle occupe une position en pointe, manquant de peu d'atteindre la Meuse tout en subissant de lourdes pertes, notamment du fait des attaques aériennes.
Après l'échec de l'offensive des Ardennes, en mars 1945, elle est rattachée au 13e corps d'armée de la VII. Armee et se replie avec seulement 4 chars et 200 hommes sur la région de la Moselle, puis sur les bords du Rhin et de Fulda avant de se rendre aux forces américaines à Plauen en mai.

## Crimes de guerre
Au cours de la campagne de Pologne, en septembre 1939, des soldats de la division ont pris part à des atrocités contre les ressortissants polonais. Le 5 septembre 1939, près du village de Toporzysko-Bystra, un soldat polonais séparé de son unité se rend, mais des soldats de la 2e Panzerdivision lui ordonnent de courir, puis l'abattent sous prétexte de « tentative d'évasion ».

## Commandants
| Début              | Fin               | Grade                     | Nom                               |
| ------------------ | ----------------- | ------------------------- | --------------------------------- |
| 15 octobre 1935    | 4 février 1938    | Oberst                    | Heinz Guderian                    |
| 1er mars 1938      | 16 février 1942   | Generalmajor              | Rudolf Veiel                      |
| 17 février 1942    | 31 mai 1942       | Generalmajor              | Hans-Karl Freiherr von Esebeck    |
| 1er juin 1942      | 4 septembre 1942  | Generalmajor              | Arno von Lenski (en)              |
| 5 septembre 1942   | 31 janvier 1944   | Oberst, puis Generalmajor | Vollrath Lübbe                    |
| 1er février 1944   | 4 mai 1944        | Generalleutnant           | Heinrich von Lüttwitz             |
| 5 mai 1944         | 27 mai 1944       | Generalleutnant           | Franz Westhoven                   |
| 27 mai 1944        | 31 août 1944      | Generalleutnant           | Heinrich von Lüttwitz             |
| 1er septembre 1944 | 20 septembre 1944 | Oberst                    | Gustaf-Adolf von Nostitz-Wallwitz |
| 21 septembre 1944  | 14 décembre 1944  | Oberst, puis Generalmajor | Henning Schonfeld                 |
| 15 décembre 1944   | 19 mars 1945      | Oberst, puis Generalmajor | Meinrad von Lauchert              |
| 20 mars 1945       | 31 mars 1945      | Generalmajor              | Oskar Munzel                      |
| 1er avril 1945     | 7 mai 1945        | Oberst                    | Carl Stollbrock                   |

## Ordres de bataille

### Composition en octobre 1935
- Schützen-Brigade 2
  - Schützen-Regiment 2
  - Kradschützen-Bataillon 2
- Panzer-Brigade 2
  - Panzer-Regiment 3
  - Panzer-Regiment 4
- Panzerjäger-Abteilung 38
- Pionier-Abteilung 38
- Artillerie-Regiment 74
- Nachrichten-Abteilung 38
- Versorgungsdienste 82

### Composition en août 1939
- Schützen-Brigade 2
  - Schützen-Regiment 2
  - Kradschützen-Bataillon 2
- Panzer-Brigade 2
  - Panzer-Regiment 3
  - Panzer-Regiment 4
- Panzerjäger-Abteilung 38
- Pionier-Abteilung 38
- Artillerie-Regiment 74
- Artillerie-Regiment 110
- Nachrichten-Abteilung 38
- Versorgungsdienste 82

### Composition pendant la campagne de l'Ouest de 1940
Source : Lexikon-der-Wehrmacht
- Panzer-Brigade 2
  - Panzer-Regiment 3
  - Panzer-Regiment 4
- Schützen-Brigade 2
  - Schützen-Regiment 2
  - Kradschützen-Bataillon 2
  - schwere Infanterie-Geschütz-Kompanie 703
- Panzer-Aufklärungs-Abteilung 5 (nom depuis le 1er mars 1940, anciennement Aufklärungs-Abteilung 5[9])
- Artillerie-Regiment 74
- Panzerjäger-Abteilung 38
- Pionier-Bataillon 38
- Nachrichten-Abteilung 38
- Nachschubtruppen 82

### Composition en septembre 1940
- Schützen-Brigade 2
  - Schützen-Regiment 2
  - Schützen-Regiment 304
- Kradschützen-Bataillon 2
- Panzer-Regiment 3
  - Panzer-Abteilung I
  - Panzer-Abteilung II
- Panzerjäger-Abteilung 38
- Pionier-Abteilung 38
- Artillerie-Regiment 74
  - Artillerie-Abteilung I
  - Artillerie-Abteilung II
  - Artillerie-Abteilung III
- Naschr-Abteilung 38
- Versorgungsdienste 82

### Composition en août 1943
- Panzer-Grenadier-Regiment 2
- Panzer-Grenadier-Regiment 304
- Panzer-Regiment 3
  - Panzer-Abteilung II
- Panzer-Aufklärung Abteilung 2
- Panzerjäger-Abteilung 38
- Pionier-Abteilung 38
- Artillerie-Regiment 74
  - Artillerie-Abteilung I
  - Artillerie-Abteilung II
  - Artillerie-Abteilung III
- Flak-Artillerie-Abteilung 273
- Naschr-Abteilung 38
- Feldersatz-Abteilung 82
- Versorgungsdienste 82

## Théâtres d'opérations
- Mars 1938
  - Anschluss
- Septembre 1939
  - Campagne de Pologne
- Mai 1940
  - Campagne de France
    - Bataille de Dunkerque
- 1941  
  - Campagne des Balkans
  - Bataille de Grèce
  - Front de l'Est
    - Bataille de Moscou
- 1942-1943
  - Front de l'Est  
    - Rjev, Bieloïe, Smolensk, bataille de Koursk, Kiev, Dniepr
- 1944
  - Bataille de Normandie, poche de Falaise
  - Bataille des Ardennes
- 1945
  - Bord du Rhin, Allemagne

## Récompenses
- 31 membres de la 2e Panzerdivision sont faits chevaliers de la Croix de fer.
- 1 membre reçoit la croix de Chevalier de la Croix de fer avec feuilles de chêne.
- 1 membre est fait chevalier de la Croix du Mérite de guerre.